# Пушма (приток Печеньги)
Пушма — река в России, протекает по Тотемскому району Вологодской области. Устье реки находится в 25 км по правому берегу реки Печеньга. Длина реки составляет 26 км.
Исток реки расположен на границе Бабушкинского и Тотемского района в болотах примерно в 16 км к юго-западу от села имени Бабушкина. На всём протяжении Пушма течёт, петляя по заболоченному лесу, генеральное направление течения — запад. Населённых пунктов на реке нет. Пушма впадает в Печеньгу пятью километрами выше села Великий Двор.

## Данные водного реестра
По данным государственного водного реестра России относится к Двинско-Печорскому бассейновому округу, водохозяйственный участок реки — Северная Двина от начала реки до впадения реки Вычегда, без рек Юг и Сухона (от истока до Кубенского гидроузла), речной подбассейн реки — Сухона. Речной бассейн реки — Северная Двина.
Код объекта в государственном водном реестре — 03020100312103000007940.